# 龙爪堰站
龙爪堰站位于中华人民共和国四川省成都市武侯区晋阳街道中环路武阳大道段，是成都地铁7号线的地铁车站，于2017年12月6日启用，因老地名清水河边的“龙爪堰”而得名。在7号线建设期间，本站曾使用工程名“清水河大桥站”。本站土建部分的施工方为中铁五局集团成都工程有限责任公司。

## 车站结构
本站为地下三层双柱钢筋混凝土结构13米岛式站台车站，总长163.8米，标准段宽度22.3米，主体基坑深度24.3米，总建筑面积14021平方米，

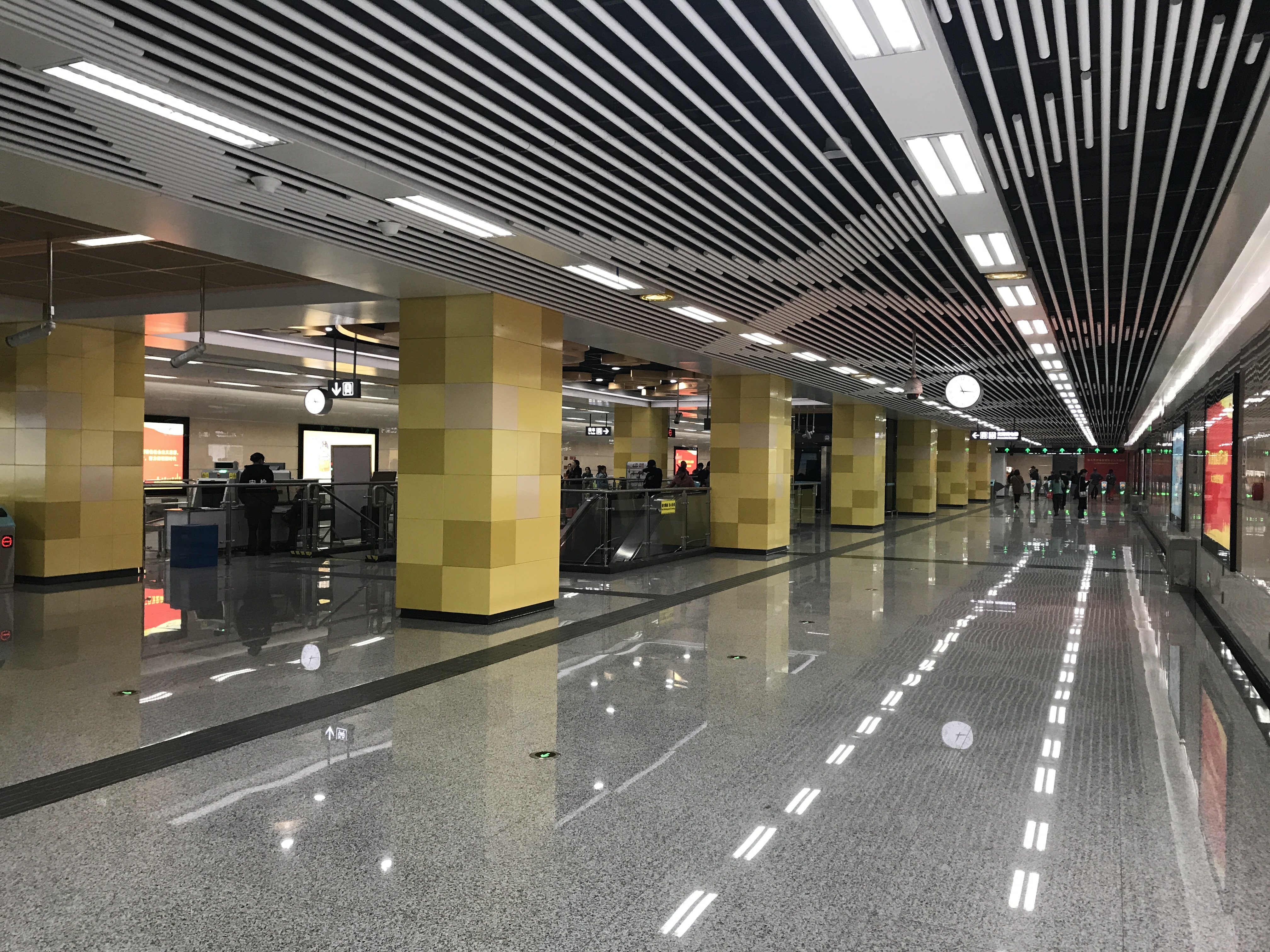
站厅层
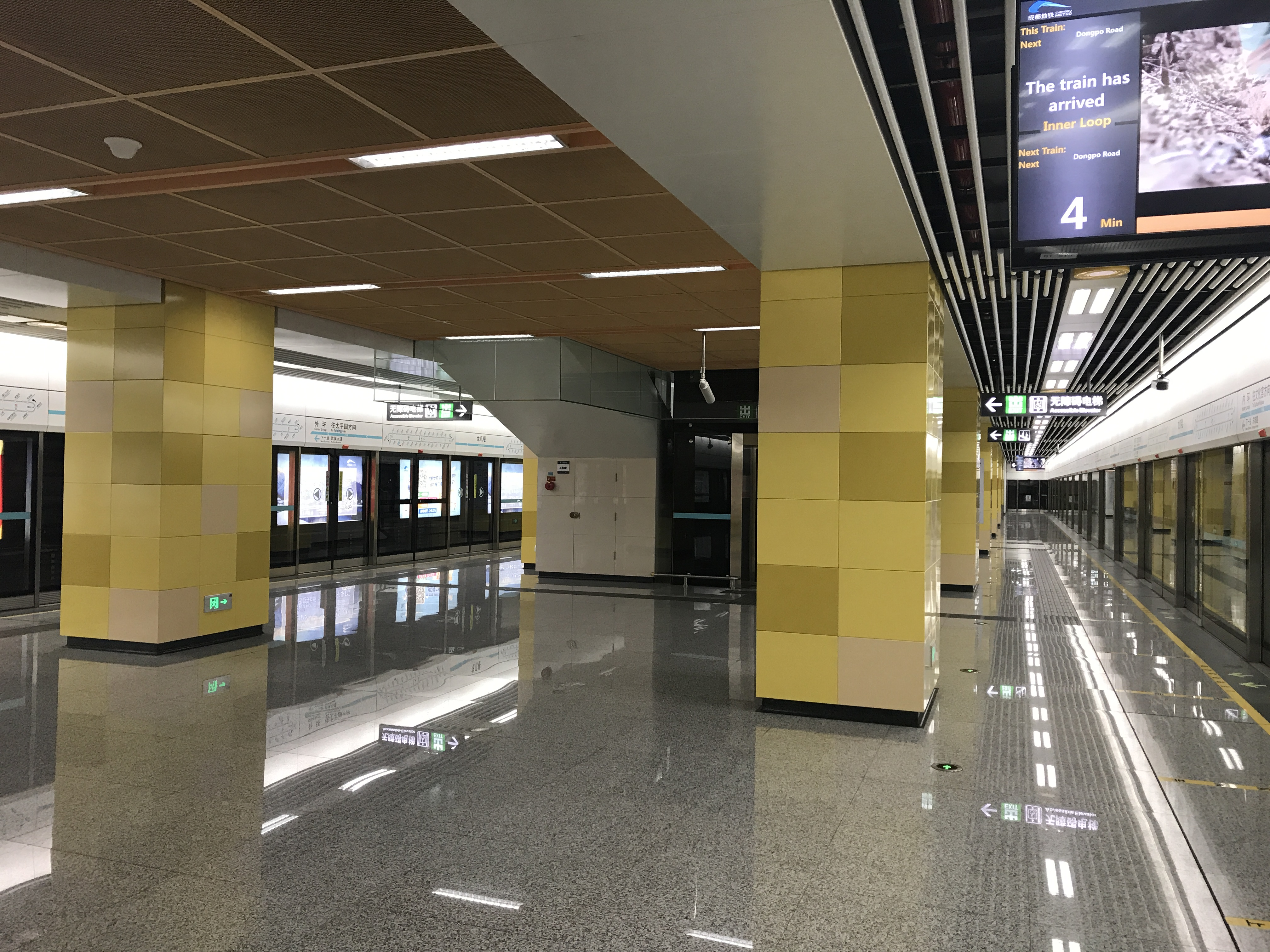
站台层

共设置5个出入口、2组风亭。
| 地面              | 0    | 出入口                                                                                          |
| 地下一层          | 站厅 | 自助购票、客服中心                                                                              |
| 地下二层          | 站台 | \| \| \| 7号线内环（东坡路） \| \| 島式 · 開左邊车门 \| \| \| \| \| \| 7号线外环（武侯大道） \| |
|                   |      | 7号线内环（东坡路）                                                                             |
| 島式 · 開左邊车门 |      |                                                                                                 |
|                   |      | 7号线外环（武侯大道）                                                                           |

- 站厅层
- 站台层

## 出入口
本站目前开放3个出入口，原B、C1出口因17号线施工而封闭。
| 编号         | 设施                    | 指示                                       | 照片 |
| ------------ | ----------------------- | ------------------------------------------ | ---- |
|              |                         | 中环路武阳大道段、龙安街、龙祥路、龙华南巷 |      |
| 出口 · C · 2 | 轮椅升降台 无障碍卫生间 | 晋阳路、中环路武阳大道段、晋平街           |      |
| 出口 · D     |                         | 中环路武阳大道段                           |      |

## 公交换乘
8路；21路；70路；83路；208路；243路；339路；343路；422路；840路

## 历史
- 2015年4月29日，7号线车站主体结构封顶[4]；
- 2017年3月20日，7号线车站通过工程实体验收[6]；
- 2017年12月6日，7号线车站正式启用[1]。
- 2022年11月15日，17号线车站主体结构封顶。[7]